# 愛最大·其實我們都一樣！婚姻平權公益演唱會
愛最大·其實我們都一樣！婚姻平權公益演唱會（英語：Love Is King, It Makes Us All Equal）是一場由臺灣群星為支持臺灣「婚姻平權」法案通過而共同舉辦的公益演唱會，該演唱會於2016年8月1日的臺灣臺北市臺北小巨蛋舉行，由上引娛樂主辦、源活娛樂製作。

## 演出者
- 張惠妹
- 小S
- 蔡依林
- 蕭亞軒
- 田馥甄
- 楊丞琳
- A-Lin
- 羅志祥
- 蕭敬騰
- 蘇打綠
- 林憶蓮
- 阿信
- 瑪莎
- Hush
- 劉若英
- 家家
- 蔡康永（開場引言）

## 演出曲目
1. 他舉起右手點名（蘇打綠）
2. 下雨的夜晚（蘇打綠）
3. 牆外的風景（蘇打綠）
4. 瀟灑小姐（蕭亞軒）
5. 讓愛飛起來（蕭亞軒）
6. 最熟悉的陌生人（蕭亞軒）
7. 一次幸福的機會（蕭敬騰）
8. 善男信女（蕭敬騰）
9. 當愛已成往事（蕭敬騰、林憶蓮）
10. Better Man（林憶蓮）
11. 傷痕（林憶蓮）
12. 全城熱愛（羅志祥）
13. 心臟噴血（小S）
14. Imagine（小S、吳青峰）
15. 小茉莉（楊丞琳）
16. 想幸福的人（楊丞琳）
17. 我（楊丞琳）
18. 位置（A-Lin）
19. 答案（A-Lin）
20. Beautiful（A-Lin）
21. 同一個答案（Hush、瑪莎）
22. 擁抱（家家、阿信、瑪莎、Hush）
23. 傷心的人別聽慢歌（家家、阿信、劉若英、瑪莎、Hush）
24. 日常（田馥甄）
25. 小幸運（田馥甄）
26. 不一樣又怎樣（蔡依林）
27. 愛神（蔡依林）
28. 迷幻（蔡依林）
29. 舞孃（蔡依林）
30. 愛無赦（蔡依林）
31. 明瞭（田馥甄、蔡依林）
32. 維多利亞的秘密（張惠妹）
33. 火（張惠妹）
34. 你是愛我的（張惠妹）
35. 前進烏托邦（張惠妹）
36. 彩虹（張惠妹）

## 製作
- 主辦單位：上引娛樂
- 製作單位：源活娛樂
- 售票單位：拓元售票

## 捐款
演唱會總票房1200萬元，扣除成本以及場租1000萬元後，主辦單位估計可捐出約新台幣200萬元給「財團法人台灣伴侶權益推動聯盟」，做為推動婚姻平權法案之基金。

## 罰款
因演出時間延長超過12點，演唱會將遭罰延長演出費用新台幣84萬元，而張惠妹也為了不讓捐款變少，挺身表示要幫忙付超時費用。